# Balla
Balla je stará hmotností jednotka, která odpovídá přibližně 1,866 kg. Používala se v Bengálsku.

## Převod
- 1 balla = 1,866 kg = 1/20 mann